# Майкл Філліп Андерсон
Майкл Філліп Андерсон (англ. Michael Phillip Anderson; 25 грудня 1959, Платтсбург, США — 1 лютого 2003 року, в катастрофі шаттла «Колумбія») — американський льотчик, інженер в області обчислювальної та аерокосмічної техніки, астронавт США. Загальний наліт понад 3000 годин на різних модифікаціях літаків KC-135 і T-38A. Здійснив два космічні польоти загальною тривалістю 24 доби 22 години 21 хвилина 23 секунди. Загинув при катастрофі космічного корабля «Колумбія» при поверненні з космосу на Землю. Похований на Арлінгтонському національному кладовищі.

## Освіта
- 1977 — закінчив середню школу в місті Чені (штат Вашингтон).
- 1981 — закінчив Вашингтонський університет і отримав ступінь бакалавра наук в галузі фізики та астрономії.
- 1990 — закінчив Крейтонський університет (англ. Creighton University) і здобув ступінь магістра наук в галузі фізики.

## Військова служба
- З 1981 по 1982 — проходив курс технічної підготовки на авіабазі Кізлер, штат Міссісіпі.
- 1982 — отримав призначення на авіабазу Рендолф, штат Техас. Служив на посаді начальника підрозділу з обслуговування засобів зв'язку в 2015-й ескадрильї зв'язку, а потім на посаді начальника підрозділу з обслуговування інформаційних систем в 1920-й групі інформаційних систем.
- 1986 — початок льотної підготовки на авіабазі Венс, штат Оклахома. Після закінчення підготовки був призначений пілотом літака ЄС-135 в 2-ій ескадрильї повітряного командування і управління на авіабазі Оффутт, штат Небраска.
- З січня 1991 по лютий 1992 — командир літака і льотчик-інструктор 920-ї ескадрильї літаків-заправників на авіабазі Вартсміт, штат Мічиган.
- З вересня 1992 по грудень 1994 — льотчик-інструктор і офіцер з тактики 380-го крила літаків-заправників на авіабазі Платтсбург, штат Нью-Йорк.

## Військові звання
- 1981 — присвоєно військове звання «другого лейтенант»
- В 1994 — майор ВВС США
- В 2000 — підполковник ВПС США

## Космічна підготовка
- Грудня 1994 — зарахований до загону астронавтів НАСА як фахівець польоту. Пройшов річний курс загальної космічної підготовки. По закінченні її отримав кваліфікацію «спеціаліст польоту», призначений у Відділення забезпечення польотів Відділу астронавтів НАСА.

## Перший космічний політ
- 22 січня 1998 — стартував у космос як фахівець польоту у складі екіпажу експедиції «STS-89». Став 374-му людиною і 237-м американцем в космосі. Основне завдання експедиції — стикування зі станцією «Світ» і заміна американського члена екіпажу тривалої експедиції.
- 31 січня 1998 — повернувся на Землю
- Тривалість польоту склала 8 діб 19 годин 46 хвилин 54 секунди

## Подальша космічна підготовка
- 28 вересня 2000 — призначений в екіпаж експедиції «STS-107» як фахівець польоту, командира корисного навантаження.

## Другий космічний політ
- 16 січня 2003 — стартував у космос як фахівець польоту і керівника робіт з корисним навантаженням у складі екіпажі експедиції «Колумбія STS-107».
- 1 лютого 2003 за 16 хвилин до приземлення за планом польоту шаттл «Колумбія» зазнав катастрофу на висоті 63 км над штатом Техас. Всі семеро астронавтів екіпажу загинули.
- Тривалість польоту до катастрофи склала 15 діб 22 години 20 хвилин 32 секунди.

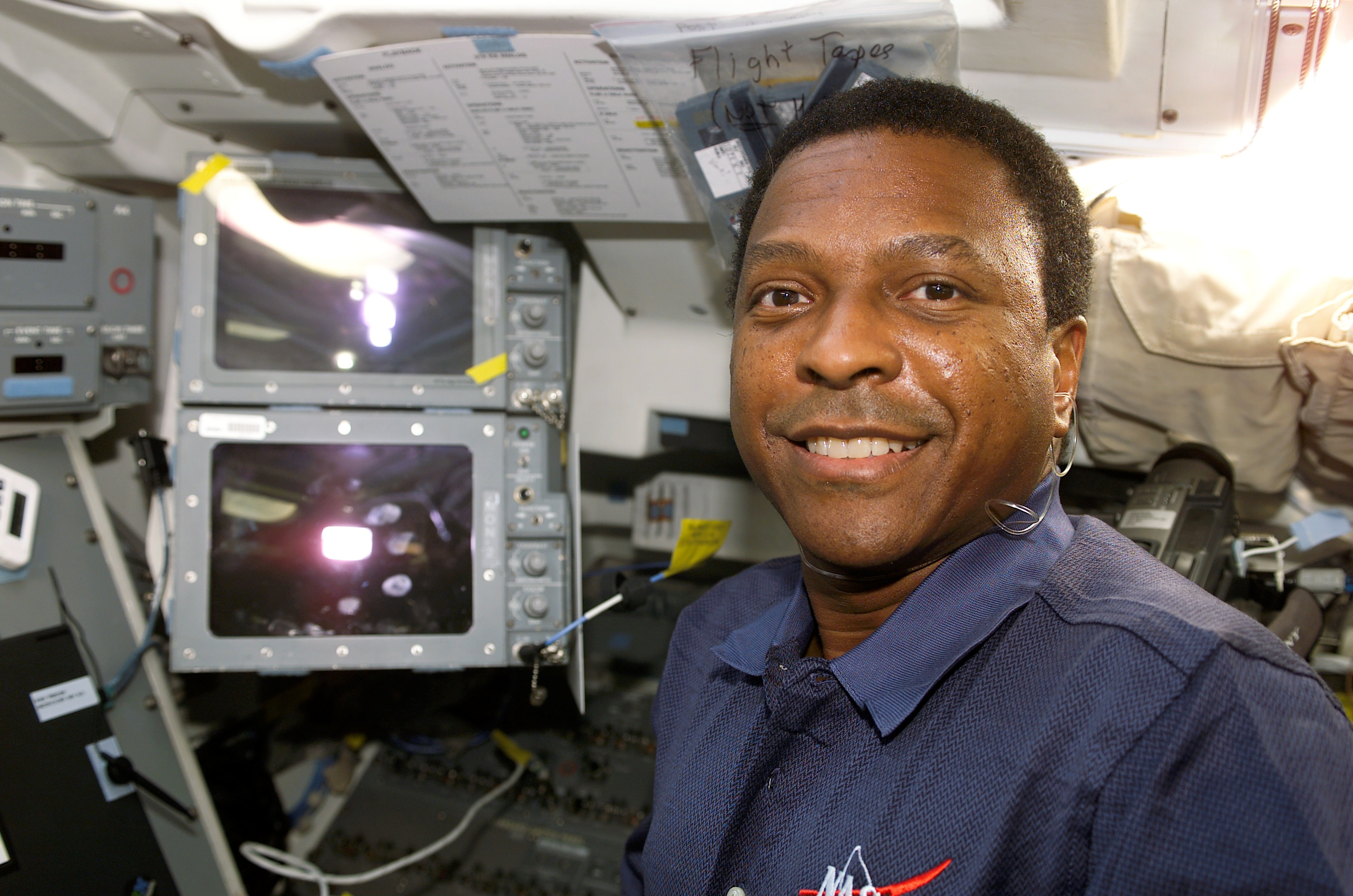
Андерсон під час польоту «STS-107»

## Нагороди
- Медаль Міністерства оборони «За відмінну службу»
- Медаль «За похвальну службу»
- Медаль ВВС «За досягнення».
- Космічна медаль пошани конгресу США (посмертно)
- Президентська медаль свободи (посмертно).

## Пам'ятні споруди
- У жовтні 2005 року на батьківщині астронавта в місті Спокан йому було відкрито пам'ятник. На урочистій церемонії була присутня вдова астронавта і заступник адміністратора НАСА колишній астронавт Фредерік Грегорі.
- Ім'я Майкла Андерсона увічнено на Космічному дзеркалі, меморіалі астронавтів, розташованому в Космічному центрі ім. Кеннеді, штат Флорида.

## Цікаві факти
- За документами Майкл Андерсон народився в місті Платтсбург, штат Нью-Йорк, проте вважав своєю батьківщиною місто Спокан у штаті Вашингтон.